# Wioślarstwo na Letnich Igrzyskach Olimpijskich 2012 – czwórka podwójna kobiet
Czwórka podwójna – jedna z konkurencji wioślarskich rozegranych podczas Letnich Igrzysk Olimpijskich 2012, która odbyła się między 28 lipca a 1 sierpnia na obiekcie Dorney Lake. W rywalizacji wystartowało 8 osad.

## Terminarz
| Data            | Godzina |            |
| --------------- | ------- | ---------- |
| 28 lipca 2012   | 09.50   | Eliminacje |
| 30 lipca 2012   | 09.40   | Repasaże   |
| 1 sierpnia 2012 | 10.00   | Finały     |

## Wyniki
Osady, które zajęły pierwsze miejsce w każdym z wyścigów awansowały do finału A, pozostałe zaś brały udział w repasażach.

### Eliminacje
Bieg 1
| Pozycja | Tor | Zawodnicy                                                        | Państwo           | Czas    | Uwagi |
| ------- | --- | ---------------------------------------------------------------- | ----------------- | ------- | ----- |
| 1       | 2   | Annekatrin Thiele Carina Bär Julia Richter Britta Oppelt         | Niemcy            | 6:13,62 | Q     |
| 2       | 4   | Natalie Dell Kara Kohler Megan Kalmoe Adrienne Martelli          | Stany Zjednoczone | 6:15,76 |       |
| 3       | 1   | Joanna Leszczyńska Sylwia Lewandowska Natalia Madaj Kamila Soćko | Polska            | 6:21,44 |       |
| 4       | 3   | Jin Ziwei Tang Bin Tian Liang Zhang Yangyang                     | Chiny             | 6:24,32 |       |

Bieg 2
| Pozycja | Tor | Zawodnicy                                                                  | Państwo         | Czas    | Uwagi |
| ------- | --- | -------------------------------------------------------------------------- | --------------- | ------- | ----- |
| 1       | 3   | Kateryna Tarasenko Natalija Dowhod´ko Anastasija Kożenkowa Jana Dementiewa | Ukraina         | 6:14,82 | Q     |
| 2       | 2   | Amy Clay Dana Faletic Pauline Frasca Kerry Hore                            | Australia       | 6:17,52 |       |
| 3       | 4   | Fiona Bourke Sarah Gray Eve MacFarlane Louise Trappitt                     | Nowa Zelandia   | 6:20,22 |       |
| 4       | 1   | Debbie Flood Frances Houghton Beth Rodford Melanie Wilson                  | Wielka Brytania | 6:20,71 |       |

### Repasaże
Pierwsze cztery osady awansowały do finału A pozostałe do finału B
Bieg 1
| Pozycja | Tor | Zawodnicy                                                        | Państwo           | Czas    | Uwagi |
| ------- | --- | ---------------------------------------------------------------- | ----------------- | ------- | ----- |
| 1       | 3   | Amy Clay Dana Faletic Pauline Frasca Kerry Hore                  | Australia         | 6:18,80 | Q     |
| 2       | 4   | Natalie Dell Kara Kohler Megan Kalmoe Adrienne Martelli          | Stany Zjednoczone | 6:19,49 | Q     |
| 3       | 1   | Debbie Flood Frances Houghton Beth Rodford Melanie Wilson        | Wielka Brytania   | 6:21,65 | Q     |
| 4       | 6   | Jin Ziwei Tang Bin Tian Liang Zhang Yangyang                     | Chiny             | 6:21,98 | Q     |
| 5       | 5   | Joanna Leszczyńska Sylwia Lewandowska Natalia Madaj Kamila Soćko | Polska            | 6:23,19 |       |
| 6       | 2   | Fiona Bourke Sarah Gray Eve MacFarlane Louise Trappitt           | Nowa Zelandia     | 6:48,71 |       |

### Finały[5]
Finał B
| Pozycja | Tor | Zawodnicy                                                        | Państwo       | Czas    | Uwagi |
| ------- | --- | ---------------------------------------------------------------- | ------------- | ------- | ----- |
| 1       | 1   | Fiona Bourke Sarah Gray Eve MacFarlane Louise Trappitt           | Nowa Zelandia | 6:56,46 |       |
| 2       | 2   | Joanna Leszczyńska Sylwia Lewandowska Natalia Madaj Kamila Soćko | Polska        | 6:57,28 |       |

Finał A
| Pozycja | Tor | Zawodnicy                                                                  | Państwo           | Czas    | Uwagi  |
| ------- | --- | -------------------------------------------------------------------------- | ----------------- | ------- | ------ |
| 1       | 3   | Kateryna Tarasenko Natalija Dowhod´ko Anastasija Kożenkowa Jana Dementiewa | Ukraina           | 6:35,93 | złoto  |
| 2       | 4   | Annekatrin Thiele Carina Bär Julia Richter Britta Oppelt                   | Niemcy            | 6:38,09 | srebro |
| 3       | 5   | Natalie Dell Kara Kohler Megan Kalmoe Adrienne Martelli                    | Stany Zjednoczone | 6:40,63 | brąz   |
| 4       | 2   | Amy Clay Dana Faletic Pauline Frasca Kerry Hore                            | Australia         | 6:41,67 |        |
| 5       | 6   | Jin Ziwei Tang Bin Tian Liang Zhang Yangyang                               | Chiny             | 6:44,19 |        |
| 6       | 1   | Debbie Flood Frances Houghton Beth Rodford Melanie Wilson                  | Wielka Brytania   | 6:51,54 |        |